# Amtsgericht Gnesen
Das Amtsgericht Gnesen war ein preußisches Amtsgericht mit Sitz in Gnesen (Provinz Posen).

## Geschichte
Das königlich preußische Amtsgericht Gnesen wurde mit Wirkung zum 1. Oktober 1879 als eines von fünf Amtsgerichten im Bezirk des Landgerichtes Gnesen im Bezirk des Oberlandesgerichtes Posen gebildet. Der Sitz des Gerichtes war  Gnesen. Sein Gerichtsbezirk umfasste den Kreis Gnesen. Am Gericht bestanden 1880 sieben Richterstellen. Das Amtsgericht war damit das größte Amtsgericht im Landgerichtsbezirk. Gerichtstage wurden in Kletzko und Witkowo gehalten. Der Amtsgerichtsbezirk kam aufgrund des Versailler Vertrages 1919 zu Polen, und das Amtsgericht stellte seine Arbeit ein. An seiner Stelle wurde das polnische Sąd Powiatowy w Gnieźnie eingerichtet. Im Jahre 1939 wurde Polen deutsch besetzt. Im Rahmen der Neuorganisation der Gerichte in Ostdeutschland und im ehemaligen Polen wurden das Amtsgericht Gnesen neu gebildet und erneut dem Landgericht Gnesen zugeordnet.
Im Jahre 1945 wurde der Amtsgerichtsbezirk unter polnische Verwaltung gestellt, und die deutschen Einwohner wurden vertrieben. Damit endete auch die Geschichte des Amtsgerichtes Gnesen. Unter polnischer Verwaltung entstand das Sąd Rejonowy w Gnieźnie (1950–1975: Sąd Powiatowy w Gnieźnie).